# دولت انتقالی جمهوری دموکراتیک کنگو
دولت انتقالی جمهوری دموکراتیک کنگو از ۷ آوریل ۲۰۰۳ تا ۳۰ ژوئیه ۲۰۰۶ به عنوان دولت انتقالی جمهوری دموکراتیک کنگو به رسمیت شناخته شد.